# Orthogeomys cavator
Orthogeomys cavator е вид бозайник от семейство Гоферови (Geomyidae).

## Среда на живот
Членовете на рода Orthogeomys прекарват по-голямата част от живота си под земята, в самостоятелно създадени, постоянни системи-тунели. Тези тунелни системи, известни като дупки, са плитки, обикновено 0,1 до 0,3 метра под повърхността.

## Разпространение
Видът е разпространен в Коста Рика и Панама.